# ヌーク
ヌーク（グリーンランド語: Nuuk）は、デンマーク領グリーンランドにおける最大の都市であり、1979年に発足した同島の自治政府が存在する主都である。正式名称はカラーリット語のヌーク（「半島」の意）であるが、デンマークの人にとってはゴットホープ（デンマーク語: Godthåb「希望」の意）の名称でよく知られている。

## 歴史
サカク文化で知られている古代のエスキモーが、紀元前2000年にはこの地に居住していた。ヴァイキングは10世紀にこの地を探検し、以来16世紀までノース人とイヌイットが住むことになるが、両者に交流はほとんど無かった。16世紀に入ると、気候の変化によると推定されるが、ノース人の流入は途絶える。
ヌークは、ノルウェーのルター派の宣教師ハンス・エゲデ（英語版、デンマーク語版）によって設立された。エゲデはサガに魅せられ、デンマークとノルウェーの王であったフレデリク4世から、グリーンランドへの宣教と植民の許可を獲得した。グリーンランドは、デンマーク＝ノルウェー同君連合の下でノルウェー領であったが、本土との交流は絶えて久しく、この島に到着してみると、デーン人の居住地は既に廃墟と化しており、エゲデはイヌイットしか発見できなかった。エゲデは、イヌイットの居住地近くに1728年、今日のヌークの基礎となる町を建設、これを Godthåb（ゴッドハーブ） と名付けた。1733年には天然痘の流行でイヌイットの人口は激減した。
1979年には、ヌークと改名された。今日のヌークは、イヌイットとデンマーク人が共存し、グリーンランドの人口の4分の1がこの都市に住んでいる。
2008年まではキター郡の基礎自治体であった。2009年の行政改革によりヌーク自治体は廃止され、セルメルソーク自治体に移管された。

ヌーク自治体の地図

## 地理

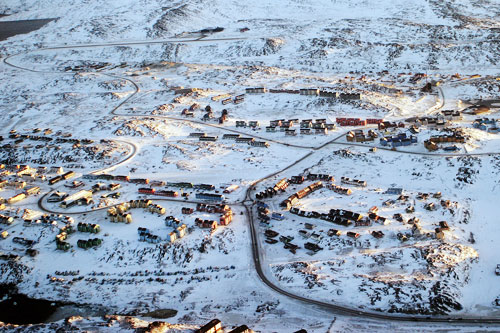
上空から見たヌーク

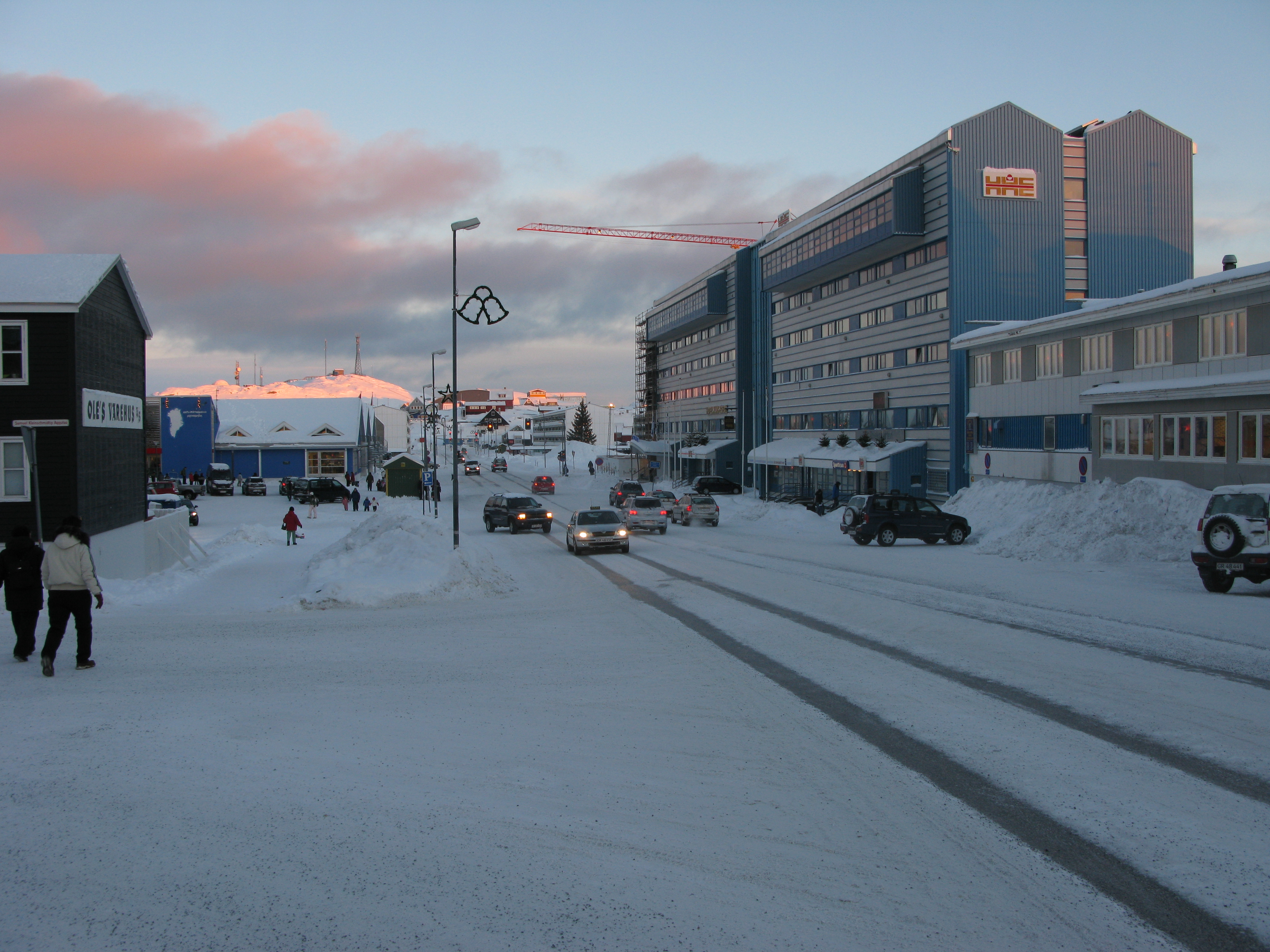
中心街

ヌークは、ゴッドホーブ・フィヨルドに面した場所にある。北緯64度10分、グリーンランドの南西海岸のデービス海峡から10km、また北極圏の南端からは240kmほど離れている。

## 人口
2024年1月現在の人口は19,872人。地区（ノルウェー語: bydel）別の人口統計を以下に示す。
- ヌーク中心街（Nuuk Centrum）、8,778人
- Nuussuaq、3,173人
- Quassussuup Tungaa、4,396人
- Qinngorput、2,903人
- 未分類、622人

## 気候
ツンドラ気候であり、夏でも最高気温が10℃ほどであるが、北大西洋海流の影響で、冬の最高気温が-5℃と、一般的なツンドラ気候に比べて低くない。
| ヌーク(1991–2020)の気候 | ヌーク(1991–2020)の気候 | ヌーク(1991–2020)の気候 | ヌーク(1991–2020)の気候 | ヌーク(1991–2020)の気候 | ヌーク(1991–2020)の気候 | ヌーク(1991–2020)の気候 | ヌーク(1991–2020)の気候 | ヌーク(1991–2020)の気候 | ヌーク(1991–2020)の気候 | ヌーク(1991–2020)の気候 | ヌーク(1991–2020)の気候 | ヌーク(1991–2020)の気候 | ヌーク(1991–2020)の気候 |
| 月                      | 1月                     | 2月                     | 3月                     | 4月                     | 5月                     | 6月                     | 7月                     | 8月                     | 9月                     | 10月                    | 11月                    | 12月                    | 年                      |
| ----------------------- | ----------------------- | ----------------------- | ----------------------- | ----------------------- | ----------------------- | ----------------------- | ----------------------- | ----------------------- | ----------------------- | ----------------------- | ----------------------- | ----------------------- | ----------------------- |
| 最高気温記録 °C （°F）  | 13.5 (56.3)             | 13.0 (55.4)             | 13.2 (55.8)             | 14.6 (58.3)             | 18.3 (64.9)             | 23.8 (74.8)             | 26.3 (79.3)             | 25.1 (77.2)             | 23.8 (74.8)             | 19.9 (67.8)             | 15.8 (60.4)             | 13.2 (55.8)             | 26.3 (79.3)             |
| 平均最高気温 °C （°F）  | −4.7 (23.5)             | −5.7 (21.7)             | −4.8 (23.4)             | −0.4 (31.3)             | 4.1 (39.4)              | 8.8 (47.8)              | 11.5 (52.7)             | 10.4 (50.7)             | 6.6 (43.9)              | 2.5 (36.5)              | −0.9 (30.4)             | −2.7 (27.1)             | 2.1 (35.8)              |
| 日平均気温 °C （°F）    | −7.2 (19)               | −8.4 (16.9)             | −7.6 (18.3)             | −3.1 (26.4)             | 1.0 (33.8)              | 4.7 (40.5)              | 7.2 (45)                | 6.8 (44.2)              | 3.9 (39)                | 0.2 (32.4)              | −3.1 (26.4)             | −5.1 (22.8)             | −0.9 (30.4)             |
| 平均最低気温 °C （°F）  | −9.3 (15.3)             | −10.6 (12.9)            | −9.7 (14.5)             | −5 (23)                 | −1.1 (30)               | 2.2 (36)                | 4.5 (40.1)              | 4.5 (40.1)              | 2.0 (35.6)              | −1.5 (29.3)             | −5 (23)                 | −7.2 (19)               | −3.0 (26.6)             |
| 最低気温記録 °C （°F）  | −32.5 (−26.5)           | −29.6 (−21.3)           | −27.5 (−17.5)           | −30.0 (−22)             | −19.0 (−2.2)            | −10.3 (13.5)            | −6.6 (20.1)             | −4.7 (23.5)             | −8.2 (17.2)             | −16.6 (2.1)             | −24.4 (−11.9)           | −25.2 (−13.4)           | −32.5 (−26.5)           |
| 降水量 mm （inch）      | 108.8 (4.283)           | 73.4 (2.89)             | 68.4 (2.693)            | 52.7 (2.075)            | 58.0 (2.283)            | 60.3 (2.374)            | 76.2 (3)                | 102.2 (4.024)           | 111.9 (4.406)           | 92.0 (3.622)            | 195.6 (7.701)           | 111.1 (4.374)           | 1,110.6 (43.725)        |
| [ 要出典 ]              |                         |                         |                         |                         |                         |                         |                         |                         |                         |                         |                         |                         |                         |

## 友好都市・姉妹都市
| 都市名                         | 国             | 年         |
| ------------------------------ | -------------- | ---------- |
| クックスハーフェン             | ドイツ         |            |
| オールボー                     | デンマーク     | 2002年から |
| ヴァンター                     | フィンランド   | 1965年から |
| 長春市                         | 中国           |            |
| ティバートン                   | アメリカ合衆国 |            |
| アマスィヤ                     | トルコ         |            |
| レイキャヴィーク               | アイスランド   |            |
| ウシュアイア                   | アルゼンチン   |            |
| ボカスデルトロ(Bocas del Toro) | パナマ         |            |
| パングナータング(Pangnirtung)  | カナダ         |            |
| ソロン                         | インドネシア   |            |
| ストックホルム                 | スウェーデン   |            |

## 教育

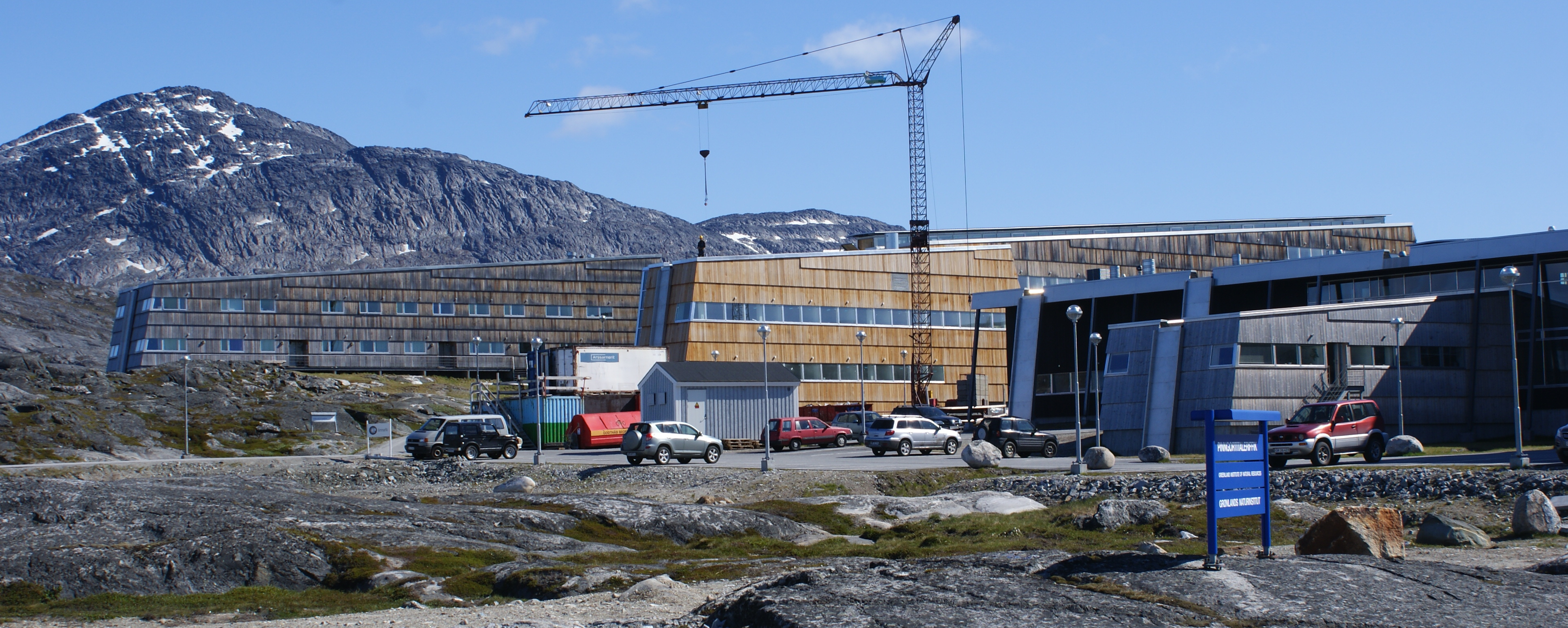
グリーンランド大学

ヌークにはグリーンランド大学がある。

## 交通
- 市の北東4kmにヌーク空港がある。エア・グリーンランドが拠点として、グリーンランドの各地域を結んでいるとともに、デンマーク本土のコペンハーゲンへの直行便を運航している。また、アイスランド航空がアイスランドのレイキャヴィークへの直行便を運航している。
- 200年以上の歴史のある Arctic Umiaq Line がヌークからデンマークの西海岸や南西海岸の町への定期航路を開設している。

## 著名出身者
- イェスパー・グレンケア - サッカーデンマーク代表
- ニーヴ・ニールセン - グリーンランドの歌手、女優

## ギャラリー

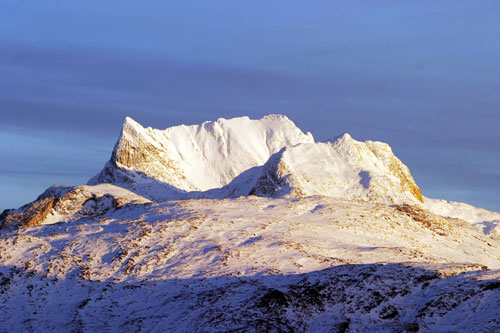
ヌーク郊外の「鞍山」Sermitsiaq
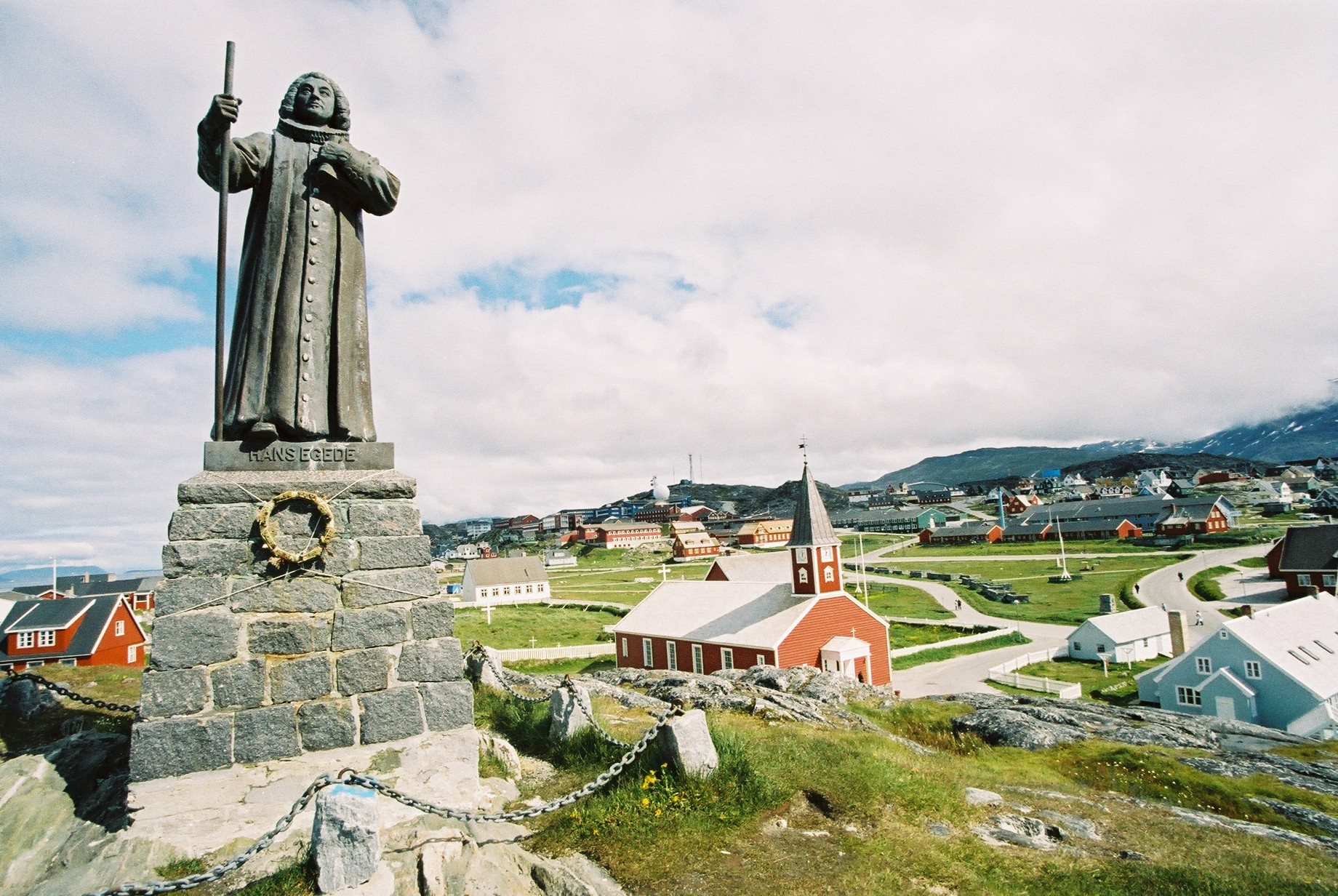
ハンス・エゲデの銅像
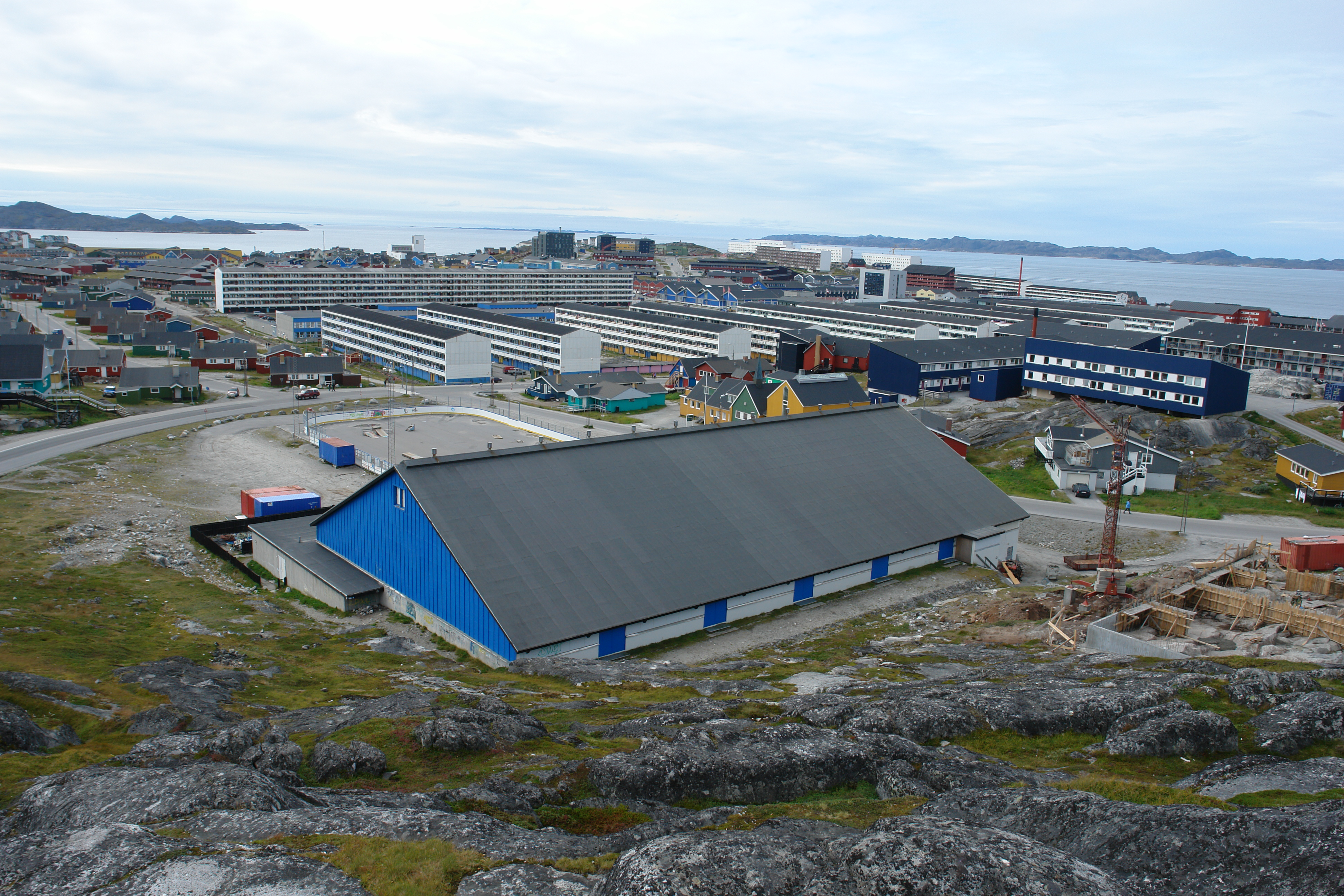
ヌークハンドボール競技場
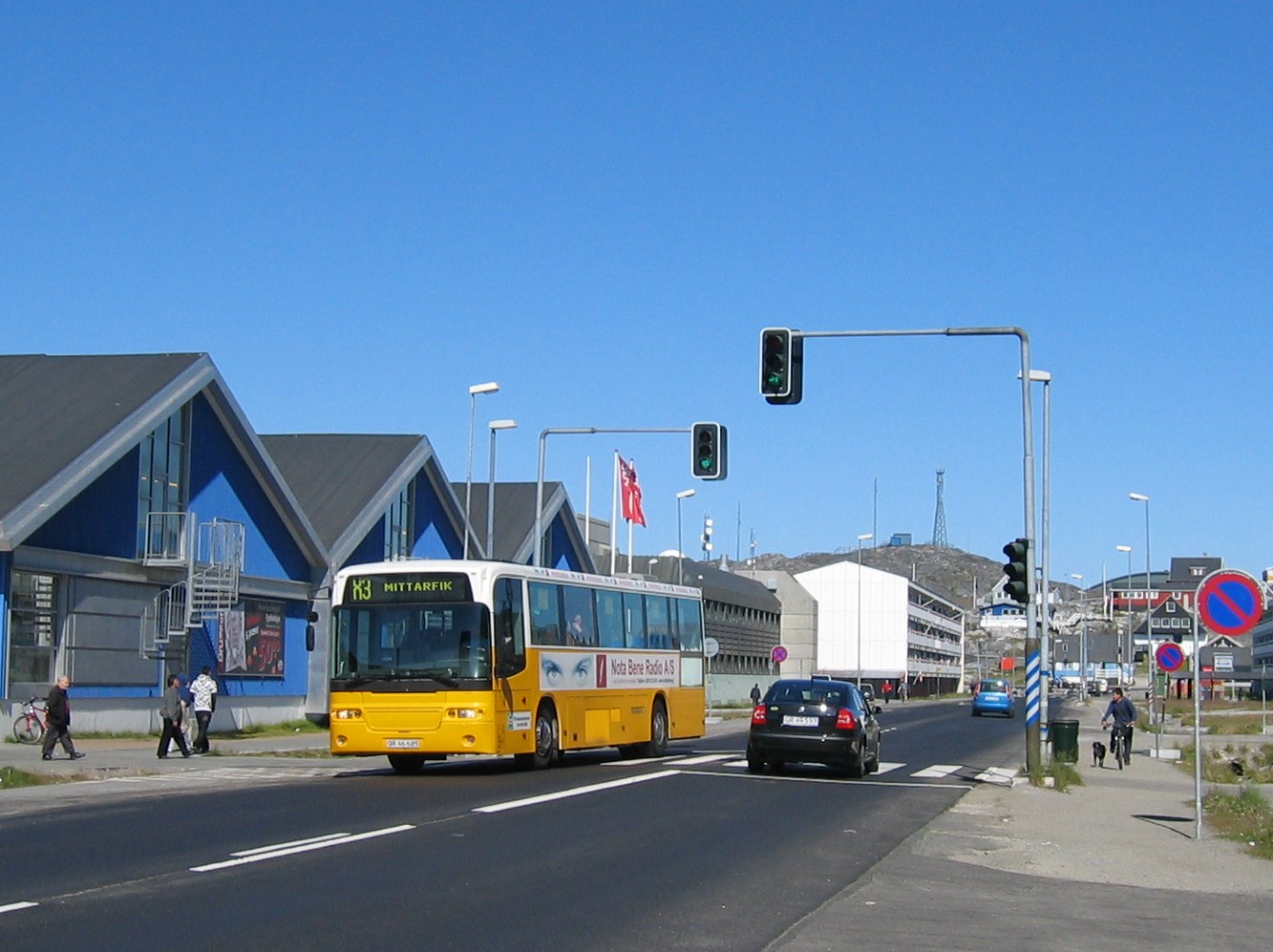
ヌーク中心部